# Łódź z Ladby

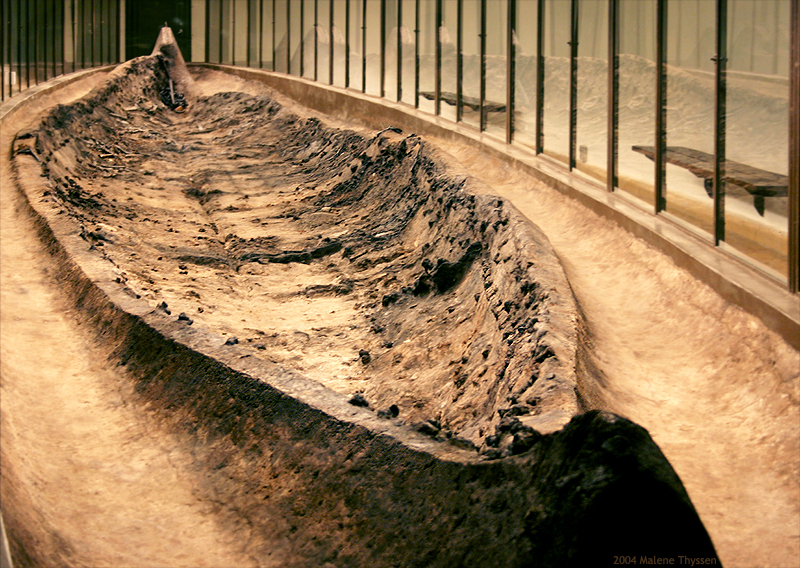
Łódź z Ladby w Muzeum Wikingów Ladby

Łódź z Ladby – jedyny zachowany w Danii pochówek łodziowy z epoki wikingów. Został znaleziony w 1935 roku w kopcu grobowym w pobliżu miejscowości Ladby we wschodniej części wyspy Fionia w południowo-wschodniej Danii. Pozostałości łodzi są wystawione w Muzeum Wikingów Ladby – ekspozycja statku jest tak zbudowana, że znajduje się w oryginalnym kurhanie, ale pod betonowym sklepieniem wykonanym w 1937 roku. Oryginalne wyposażenie łodzi i pozostałości darów grobowych znajdują się w Muzeum Narodowym w Kopenhadze .

## Historia wykopalisk i łodzi
Statek Ladby został odkryty przypadkowo przez miejscowego rolnika w trakcie orki pola w 1934 roku. Znaleziono wtedy duże kamienie i tajemnicze żelazne pręty. Prace archeologiczne trwałe dwa kolejne lata. Cała drewniana konstrukcja statku zgniła, ale wiele żelaznych nitów, które trzymały razem deski statku, nadal leżało na miejscu. Na podstawie analizy ich rozmieszczenia i przy śladów zgniłego drewna udało się odtworzyć pierwotną formę i konstrukcję statku. Stępka na dnie statku miała kształt litery T. Wyposażony był prawdopodobnie w żagiel o długości około 60 m². Statek miał około 22 metrów długości i 3 metry szerokości. Statek poza siłą wiatru napędzany był również siłą mięśni 32 wioślarzy. Statek miał około 1 m wysokości na śródokręciu i zanurzenie 50 cm.

## Konstrukcja łodzi
Konstrukcja statku przypomina inne statki Wikingów. Dziób i rufa były zakrzywione i zostały wyrzeźbione ze schodkową wewnętrzną powierzchnią, która zapewniała podłoże dla desek kadłuba. Składały się one częściowo z drewna dębowego i miały grubość 2–2,5 cm. Jeden pas był znacznie grubszy i węższy niż pozostałe. Dalej boki statku zostały wzmocnione długimi, solidnymi drewnianymi listwami przymocowanymi do wewnętrznej powierzchni górnej krawędzi pasa.
Żebra, które były odpowiedzialne za poprzeczne usztywnienie statku, były mocowane do desek za pomocą kołków wykonanych z twardszego drewna. Żebra były rozstawione w odległości większej niż 90 cm, tak aby wioślarze siedzący na łokciach nad żebrami mieli dużo miejsca do pracy przy wiosłach.
Ponieważ drewno ze statku zgniło, nie było możliwe datowanie statku za pomocą dendrochronologii, która jest standardową metodą datowania znalezisk archeologicznych na statkach. Na podstawie znalezionych podczas badań archeologicznych nagrobków pochodzących z pierwszej połowy X wieku pochówek datowany jest na pierwszą połowę X wieku. Ponieważ statek był wyraźnie używany przez jakiś czas, zanim został włączony do pochówku, znaleziono ślady kilku drobnych napraw, jest zatem prawdopodobne, że sam statek został zbudowany około 900 roku.
Wśród wyposażenia statku, które odnaleziono razem ze statkiem Ladby, na szczególną uwagę zasługuje kotwica z norweskiego żelaza o wysokości 1,26 m. Kotwica została wyposażona w 11-metrowy łańcuch kotwiczny – na głębszych wodach taka długość zapewniała zahaczenie kotwicy o dno morskie i zmniejszyło to ryzyko niezamierzonego zerwania kotwicy .

## Pochówek
Około 925 roku w łodzi został pochowany wikiński przywódca wraz z bogatymi darami grobowymi, takimi jak broń, biżuteria, końska uprząż, ubrania, garnki i inne naczynia, a nawet drewniana tablica do gry. Wiking został pochowany wraz z psami myśliwskimi i końmi, które według wierzeń wikingów miały mu towarzyszyć w Walhalli . Grób niedługo po pogrzebie został splądrowany.

## Galeria

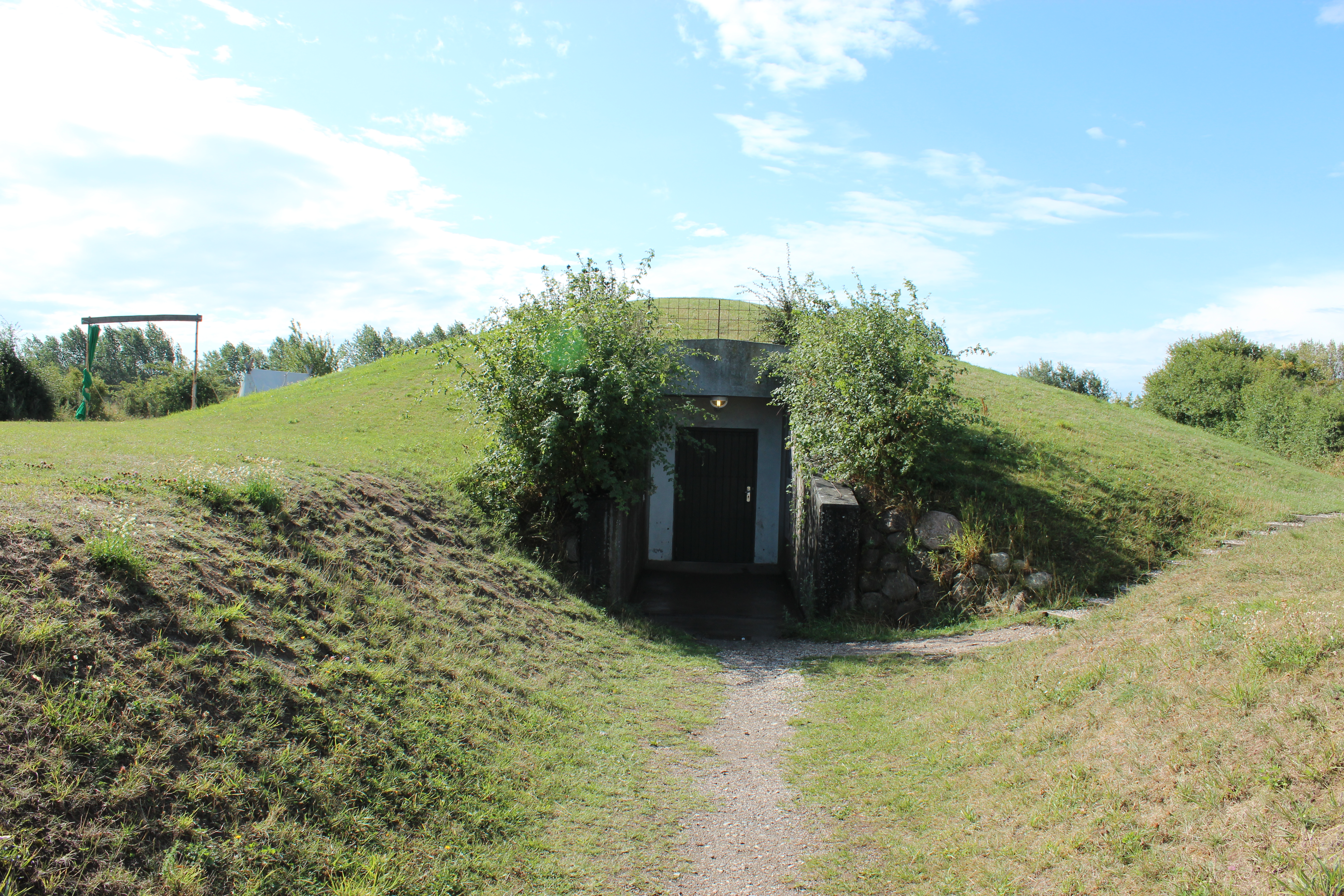
Kopiec Ladby
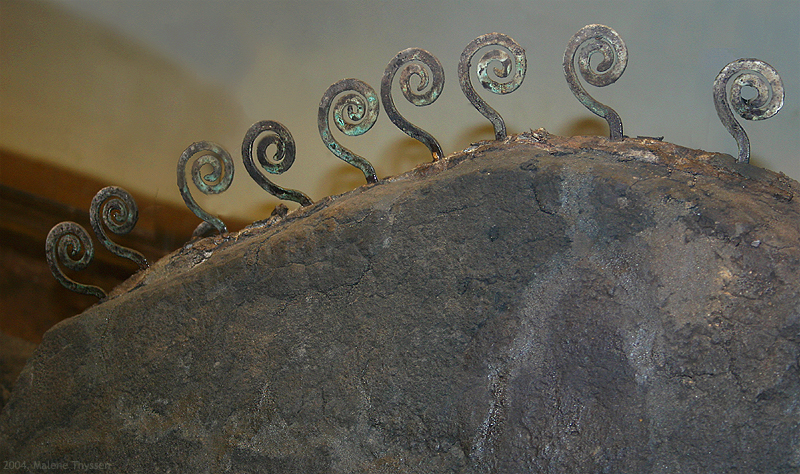
Pozostałości ornamentu głowy smoka
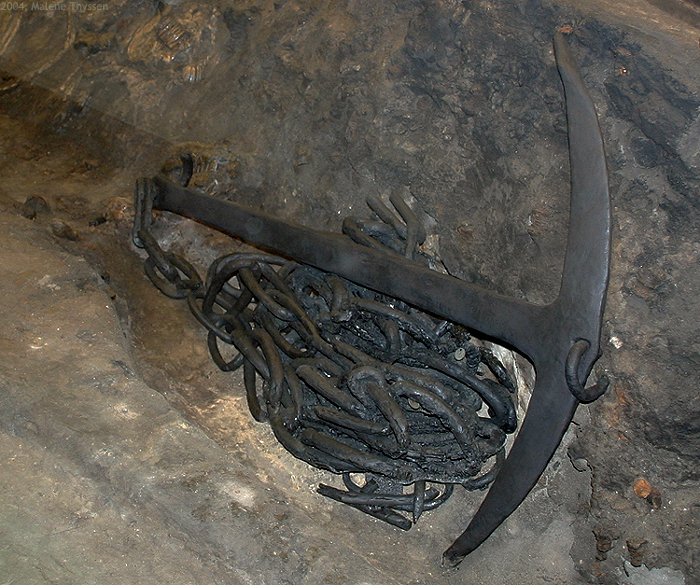
Kotwica łodzi Ladby
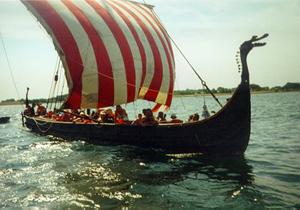
Imme Gram – Rekonstrukcja łodzi Ladby